# 穆森白鮭
穆森白鮭，為輻鰭魚綱鮭形目鮭科的一種，為溫帶淡水魚，分布於俄羅斯喀拉海至科力馬河淡水、半鹹水、海域，體長可達90公分，棲息在沿岸水域，成群活動，以底棲性無脊椎動物及浮游生物為食，會進行洄游，生活習性不明，為高經濟價值食用魚。